# Noruega en los Juegos Paralímpicos de París 2024
Noruega estuvo representada en los Juegos Paralímpicos de París 2024 por un total de dieciocho deportistas, doce mujeres y seis hombres.

## Medallistas
El equipo paralímpico noruego obtuvo las siguientes medallas:
| Nombre                      | Deporte       | Evento                           |
| --------------------------- | ------------- | -------------------------------- |
| Oro                         |               |                                  |
| Tommy Urhaug                | Tenis de mesa | Individual MS5 masculino         |
| Plata                       |               |                                  |
| Salum Ageze Kashafali       | Atletismo     | 100 m T13 masculino              |
| Birgit Skarstein            | Remo          | Scull individual PR1W1x femenino |
| Aida Dahlen                 | Tenis de mesa | Individual WS8 femenino          |
| Bronce                      |               |                                  |
| Helle Sofie Sagøy           | Bádminton     | Individual SL4 femenino          |
| Fredrik Solberg             | Natación      | 50 m libre S9 masculino          |
| Aida Dahlen Merethe Tveiten | Tenis de mesa | Dobles WD14 femenino             |